# Епархия Вентимилья-Сан-Ремо
Епархия Вентимилья-Сан-Ремо (лат. Dioecesis Ventimiliensis-Sancti Romuli, итал. Diocesi di Ventimiglia-San Remo) епархия Римско-католической церкви, в составе митрополии Генуи, входящей в церковную область Лигурия. В настоящее время епархией управляет епископ Альберто Мария Кареджо. Почетный епископ — Джакомо Барабино.
Клир епархии включает 104 священников (65 епархиальных и 39 монашествующих священников), 8 диаконов, 450 монахов, 250 монахинь.

## Территория
В юрисдикцию епархии входят 99 приходов в 36 коммунах Лигурии и в 1 одной коммуне Пьемонта: 36 в провинции Империя — Айроле, Априкале, Бадалукко, Баярдо, Бордигера, Боргетто-д'Аррошия, Кампороссо, Карпазио, Кастелларо, Кастель-Витторио, Чериана, Чипресса, Костарайнера, Дольчеаккуа, Изолабона, Молини-ди-Трьора, Монтальто-Лигуре, Оливетта-Сан-Микеле, Оспедалетти, Перинальдо, Пинья, Помпеяна, Рива-Лигуре, Роккетта-Нервина, Сан-Бьяджо-делла-Чима, Сан-Лоренцо-аль-Маре, Санремо, Санто-Стефано-аль-Маре, Себорга, Сольдано, Таджа, Терцорио, Триора, Валлебона, Валлекрозия и Вентимилья; 1 в провинции Кунео — Брига-Альта.
Все приходы образуют 4 деканата: Вентимилья, Бордигера-Валле-Нервия, Санремо, Леванте-Валле-Арджентина.
Кафедра епископа находится в городе Вентимилья в церкви Санта Мария Ассунта; в городе Сан-Ремо находится сокафедральный Собор Святого Сиро. Епархиальная семинария имени Папы Пия XI находится в городе Бордигера.

## История
Согласно преданию, в 75 году первым епископом Вентимильи стал Клето, ученик апостола Варнавы. Первым же епископом, о котором сохранились свидетельства был Джованни, возглавлявший кафедру в 650 году. Первоначально епархия Вентимилья была епископством-суффраганством архиепархии Милана.
В XI веке епископ неизвестный по имени привез в город главу мученика Святого Секунда, ставшего патроном епархии. Остальная часть мощей, которая находилась в то время в долине Суза, ныне покоится в Турине.
В 1797 году епархия вошла в состав митрополии Генуи, но в том же году лишилась трех приходов в Княжестве Монако и девятнадцати приходов в Королевстве Сардиния, сохранив только пятнадцать приходов на территории Генуэзской республики; уменьшившись, епархия попала под риск быть упраздненной.
9 апреля 1806 года епархия Вентимилья была введена в состав митрополии Экса буллой Expositum cum Nobis Папы Пия VII. 30 мая 1818 года другой буллой Sollicitudo omnium ecclesiarum тот же Папа вернул её в состав митрополии Генуи.
20 июня 1831 года буллой Ex injuncto Nobis coelitus Папы Григория XVI приходы Королевства Сардинии были возвращены под юрисдикцию епархии Вентимилья, которая с того времени распространилась и на город Сан-Ремо до этого принадлежавший епархии Альбенга.
В 1860 году приходы в Бриг-Мариттима и Тенда отошли епархии Кунео. В 1947 году приходы Пьена и Либри отошли епархии Ниццы.
3 июля 1975 года, в соответствии с декретом Конгрегации по делам епископов епархия приняла своё нынешнее название — Вентимилья-Сан-Ремо.

## Ординарии епархии
- Клето (75);
- Рудриго I (137);
- Фродонио (189);
- Фабиано (241);
- Эйледжо или Эулолио (292);
- Эутике (351);
- Дионизио (396);
- Феличе (430);
- Латтанцио (451);
- Мениджо (477);
- Рудриго II (493);
- Анастазио (509);
- Франко (531);
- Мистрале (559);
- Мороно (591);
- Пасторе (623);
- Джованни I (650—680);
- Люччо (687—700);
- Эустакио (704);
- Эудженио (728);
- Джокондо I (757);
- Америо;
- Ланчо (803);
- Джованни II (831);
- Аматоре (891);
- Джокондо II (863);
- Амато (933);
- Мильдоне (937);
- Альдеграно (940);
- Джойозо (962);
- Пентейо (976);
- Бартоломео (1026);
- Бруненго (XI век);
- Томмазо (упомянут в 1064);
- Мартино (1092—1109);
- Алечо или Алерио (1120);
- Корнелио (1146);
- Стефано (1160—1179);
- Гвидо (1198—1215);
- Блаженный Гульельмо I (1222—1232);
- Николо Леркаро (1233 — 18.3.1244);
- Якопо ди Кастель’Aркуато (18.3.1244 — 1251) — доминиканец;
- Аццоне Висконти (1251—1258);
- Норгандо (1262);
- Джованни III (1262—1264);
- Оберто Висконти (1265—1270);
- Джакопо Горгонио (1270—1272);
- Гульельмо II (1273—1296);
- Джованни IV (1296—1304);
- Оттоне Ласкарис (1305—1320);
- Раймондо (26.11.1320 — 6.9.1328) — доминиканец, назначен епископом Венче;
- Пьетро Малочелло (6.9.1328 — 1345) — доминиканец;
- Бонифачо де Виллако (31.1.1345 — 1348);
- Анджело да Реджо (21.12.1348 — 19.11.1350) — назначен епископом Трикарико;
- Пьетро Джизио (1350—1352) — доминиканец, назначен архиепископом Бриндизи;
- Руффино Франческо (1352—1378);
- Роберто (1379—1380);
- Якопо Фиески (1380—1382) — назначен архиепископом Генуи;
- Бенедетто Бокканегра (8.10.1382 — 1418);
- Томмазо Ривато (1.4.1419 — 27.1.1422);
- Оттобоно де Беллонис (1422—1452);
- Якопо де Феи (15.3.1452 — 1467);
- Стефано де Робиис (1.6.1467 — 1471);
- Джованни Баттиста де Джудичи (22.4.1471 — 4.2.1484) — доминиканец, назначен титулярным архиепископом Патрассо;
- Антонио Паллавичини-Джентили (15.6.1484 — 27.1.1486) — назначен епископом Орензе;
- Сольчетто Фиески (1486—1487);
- Алессандро Кампофрегозо (5.3.1487 — 1501);
- Доменико Ваккари (24.1.1502 — 1510);
- Алессандро Кампофрегозо (1510—1518) — вторично;
- Инноченцо Чибо (27.7.1519 — 8.8.1519) — апостольский администратор;
- Филиппо де Мари (1519 —- 1554);
- Джованни Баттиста де Мари (1554 — 28.11.1561);
- Карло Висконти (5.12.1561 — 6.7.1565) — назначен епископом Монтефельтро;
- Бенедетто Ломеллини (6.7.1565 — 7.9.1565) — назначен епископом Луни и Сарцаны;
- Карло Гримальди (8.12.1565 — 26.11.1572) — назначен епископом Альбенги;
- Франческо Гальбьяти (1573—1600);
- Джулио Чезаре Рикордати (1601—1602) — избранный епископ;
- Стефано Спинола (1602 — 22.12.1613) — театинец;
- Джироламо Курло (1614 — 15.11.1616);
- Николо Спинола (31.1.1617 — 1622) — театинец;
- Джованни Франческо Гандольфо (1623 — 10.1.1633) — назначен епископом Альбы;
- Лоренцо Гавотти (2.7.1633 — 17.1.1653) — театинец;
- Мауро Промонторио (24.5.1654 — 14.1.1685) — бенедиктинец;
- Джироламо Назелли (7.9.1685 — 7.2.1695) — назначен епископом Сарцаны;
- Джованни Стефано Пастори (2.5.1695 — 29.5.1700);
- Амброджо Спинола (6.6.1701 — 10.3.1710) — барнабит, назначен епископом Луни-Саранцы;
- Карло Маскарди (7.4.1710 — 1731) — барнабит;
- Антонио Мария Бачигалупи (31.3.1732 — 15.7.1740);
- Пьер Мария Джустиниани (17.4.1741 — 6.10.1765) — бенедиктинец;
- Николо Паскуале де Франки (1765—1766) — избранный епископ;
- Анджело Луиджи Джово (28.9.1767 — 6.4.1774) — бенедиктинец;
- Доменико Мария Клаварини (13.3.1775 — 2.10.1797) — доминиканец;
  - Sede vacante (1797—1804);
- Паоло Джироламо Оренго (24.9.1804 — 30.5.1812) — сколопиец;
  - Sede vacante (1812—1820);
- Феличе Левриери (11.10.1820 — 5.5.1824);
  - Sede vacante (1824—1831);
- Джованни Баттиста де Альбертис (28.2.1831 — 18.9.1836)
- Лоренцо Баттиста Бьяле (19.5.1837 — 1877);
- Блаженный Томмазо Реджо[итал.] (27.6.1877 — 11.6.1892) — назначен архиепископом Генуи;
- Амброджо Даффра (11.7.1892 — 3.8.1932);
- Агостино Руссе (30.1.1933 — 3.10.1965);
- Анджело Раймондо Верардо (8.4.1967 — 7.12.1988) — доминиканец;
- Джакомо Барабино (7.12.1988 — 20.3.2004);
- Альберто Мария Кореджо (с 20 марта 2004 года — до настоящего времени).

## Статистика
На конец 2010 года из 155 450 человек, проживающих на территории епархии, католиками являлись 150 000 человек, что соответствует 96,5 % от общего числа населения епархии.
| год  | население | население | население | священники | священники        | священники         | священники                           | постоянные диаконы | монахи  | монахи  | приходы |
| год  | католики  | всего     | %         | всего      | белое духовенство | черное духовенство | число католиков на одного священника | постоянные диаконы | мужчины | женщины | приходы |
| ---- | --------- | --------- | --------- | ---------- | ----------------- | ------------------ | ------------------------------------ | ------------------ | ------- | ------- | ------- |
| 1950 | 98.161    | 98.161    | 100,0     | 192        | 142               | 50                 | 511                                  |                    | 150     | 743     | 88      |
| 1970 | 175.500   | 178.000   | 98,6      | 180        | 120               | 60                 | 975                                  |                    | 66      | 395     | 98      |
| 1980 | 186.400   | 189.600   | 98,3      | 166        | 111               | 55                 | 1.122                                |                    | 59      | 628     | 101     |
| 1990 | 175.300   | 180.400   | 97,2      | 142        | 90                | 52                 | 1.234                                |                    | 55      | 520     | 101     |
| 1999 | 150.000   | 155.450   | 96,5      | 135        | 83                | 52                 | 1.111                                |                    | 55      | 440     | 99      |
| 2000 | 150.000   | 155.450   | 96,5      | 132        | 82                | 50                 | 1.136                                |                    | 53      | 353     | 99      |
| 2001 | 150.000   | 155.450   | 96,5      | 132        | 77                | 55                 | 1.136                                |                    | 58      | 350     | 99      |
| 2002 | 150.000   | 155.450   | 96,5      | 130        | 75                | 55                 | 1.153                                |                    | 58      | 320     | 99      |
| 2003 | 150.000   | 155.450   | 96,5      | 130        | 75                | 55                 | 1.153                                |                    | 58      | 320     | 99      |
| 2004 | 150.000   | 155.450   | 96,5      | 121        | 73                | 48                 | 1.239                                |                    | 54      | 309     | 99      |
| 2010 | 150.000   | 155.450   | 96,5      | 104        | 65                | 39                 | 1.442                                | 8                  | 45      | 250     | 99      |